# Deron Williams
Deron Michael Williams (Parkersburg, 26 giugno 1984) è un ex cestista statunitense, spesso soprannominato D-Will, di ruolo playmaker, professionista nella NBA.

## Carriera

### College
Deron Williams ha vestito la maglia dell'Università dell'Illinois a partire dalla stagione 2002-03. Nel suo anno da freshman ha giocato tutte le 32 partite della stagione, partendo in quintetto 31 volte. La stagione successiva Williams ha migliorato il suo rendimento offensivo passando da 6,3 punti a 17,0 punti di media, ed è diventato, con 6,77 assist il miglior passatore della squadra.
La stagione 2004-2005 è quella della consacrazione: oltre a ricevere tanti riconoscimenti individuali, porta la sua squadra fino alla finale NCAA, che però perderà contro la North Carolina University.

### NBA (2005-2017)

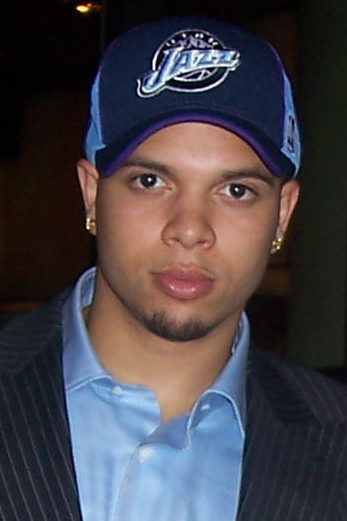
Williams al Draft NBA 2005

#### Utah Jazz (2005-2011)
Deron si dichiarò eleggibile per il draft NBA 2005. Gli Utah Jazz della stagione precedente avevano dimenticato del tutto gli sfarzi di vent'anni con Stockton e Malone. Nonostante l'acquisto nell'estate del 2004 del talento emergente Carlos Boozer dai Cleveland Cavaliers, i Jazz toccarono uno dei punti più bassi della loro storia, con un record di 26-56. Questo diede modo alla franchigia di Salt Lake City di presentarsi al Draft con la terza scelta assoluta. Deron, molto affermato a livello di college per le sue capacità di playmaker, fu quindi scelto come uomo della rinascita della squadra, nonché come playmaker con il compito di non far rimpiangere il ritiro di John Stockton. È da notare che Deron fu il primo playmaker ad essere scelto in questo Draft. Le prime due scelte furono Andrew Bogut (centro) e Marvin Williams (ala). I Jazz, alla ricerca di un playmaker, optarono per Deron, lasciando ai New Orleans Hornets, che avevano la quarta scelta, il diritto di scegliere Chris Paul, che sarebbe diventato il suo grande rivale.
Nella sua prima stagione da professionista, gioca 80 delle 82 partite della stagione, partendo spesso dalla panchina, finisce con 10,8 punti e 4,5 assist a gara. La sua presenza tuttavia è determinante per far passare i Jazz da 26-56 dell'anno prima, a 41-41. Nella stagione 2006-07 i Jazz registrano la miglior partenza della loro storia, 12 vittorie su 13 partite. Questo grazie al miglioramento di Williams e alla maggiore fiducia che l'allenatore Jerry Sloan ripone in lui. Come ai tempi del college, Deron dimostra anche in NBA le sue straordinarie qualità di playmaker. Nella striscia vincente di Utah, registra cinque doppie-doppie, con due partite consecutive da 27/15 e 26/14 (punti/assist). Ai play-off dello stesso anno (a cui i Jazz mancavano dal ritiro di Stockton e di Malone del 2002), Deron spinge i Jazz fino ad un'insperata finale di Conference, sconfitti solo dagli Spurs, poi vincitori.

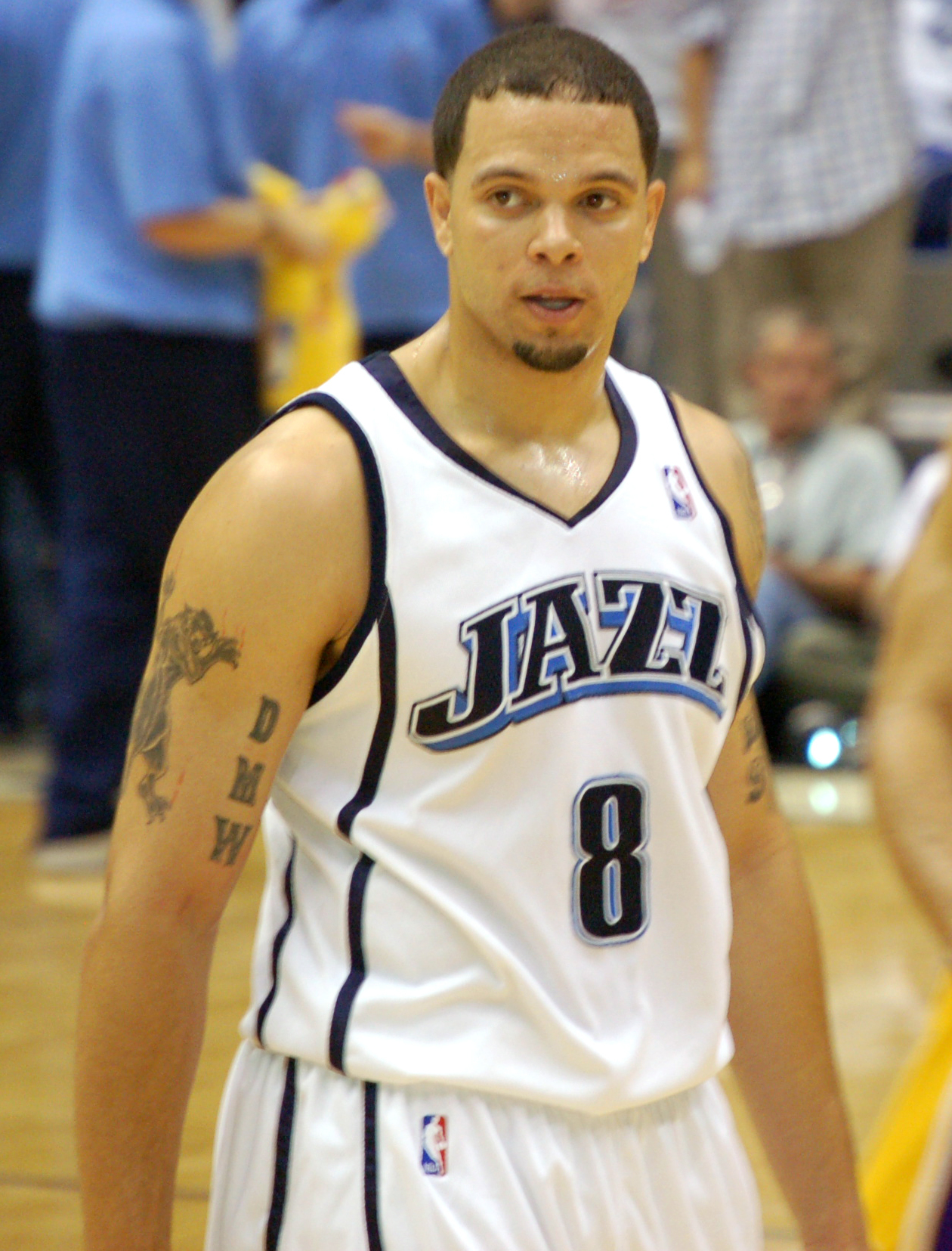
Williams con i Jazz nel 2008

Nella stagione 2007-08, conferma quanto di buono visto negli anni precedenti, incrementando le statistiche, sia in termini di punti (quasi 20 a partita) che in assist (oltre 10). Nell'All star game 2008 si aggiudica la gara dello Skills Challenge, sconfiggendo nell'ordine Jason Kidd, Dwyane Wade e il rivale Chris Paul. Nella stessa stagione, Deron Williams insieme a Carlos Boozer e Mehmet Okur, porta i Jazz fino alla quarta piazza della combattutissima Western Conference. Nel primo turno i Jazz affrontano ancora gli Houston Rockets orfani di Yao Ming infortunato. La serie si protrae fino a gara-6 e nonostante i 40 punti di Tracy McGrady alla fine sono proprio i Jazz a trionfare con un 113-91, grazie soprattutto ai 25 punti e 9 assist di Williams. Nella seconda fase la franchigia di Salt Lake City affronta i Los Angeles Lakers e Deron Williams si mette subito in mostra: in gara-1 nonostante la sconfitta dei suoi Jazz sfiora la tripla doppia (14 punti, 9 assist e 9 rimbalzi). Alla fine i Jazz devono arrendersi in gara-6, quando i Lakers, che poi saranno campioni della Conference, espugnano l'EnergySolutions Arena (solo 4 squadre ci erano riuscite durante la regular season e Houston in gara-5) con un 108-105: Deron Williams disputa comunque una serie molto convincente (5 doppie doppie e 4 volte oltre i 20 punti). La stagione 2008-09 lo vide ancora protagonista in quanto lui chiuse la regular season con 18 punti e 10 assist di media. Trascinò i Jazz all'ottavo e ultimo posto dei play-off, in cui I Jazz affrontano i Lakers, futuri campioni NBA che li eliminano in 5 gare. Nonostante la sconfitta Deron gioca bene ed è protagonista di gara-3, dove segna il tiro della vittoria.

#### New Jersey/Brooklyn Nets (2011-2015)
Il 23 febbraio 2011 passa ai New Jersey Nets nell'ambito di un trade che porta a Salt Lake City Derrick Favors, Devin Harris e due prime scelte future.
Durante il lockout dell'NBA nel 2011, Williams ha firmato un contratto di un anno da 5 milioni di dollari per il Beşiktaş, squadra del Campionato turco di basket che aveva già ingaggiato Allen Iverson nel 2010.
Concluso il lockout del 2011 torna ai New Jersey Nets sperando di condurre la squadra ai play off. Purtroppo, a causa soprattutto degli infortuni che hanno interessato la maggior parte della squadra compreso anche D-Will, il team non riesce a qualificarsi per il postseason ottenendo un record di 22-44. Nonostante questo Williams ha dimostrato di essere uno dei playmaker più forti della lega grazie alle sue singole prestazioni alcune delle quali molto entusiasmanti. Tra cui i 38 punti contro i New York Knicks di Jeremy Lin ottenendo uno straordinario 8/10 da tre e 10/10 ai liberi. Per questo primato entra nella storia dell'NBA. Le sue medie sono state di 21,0 punti e 8,7 assist a partita. 

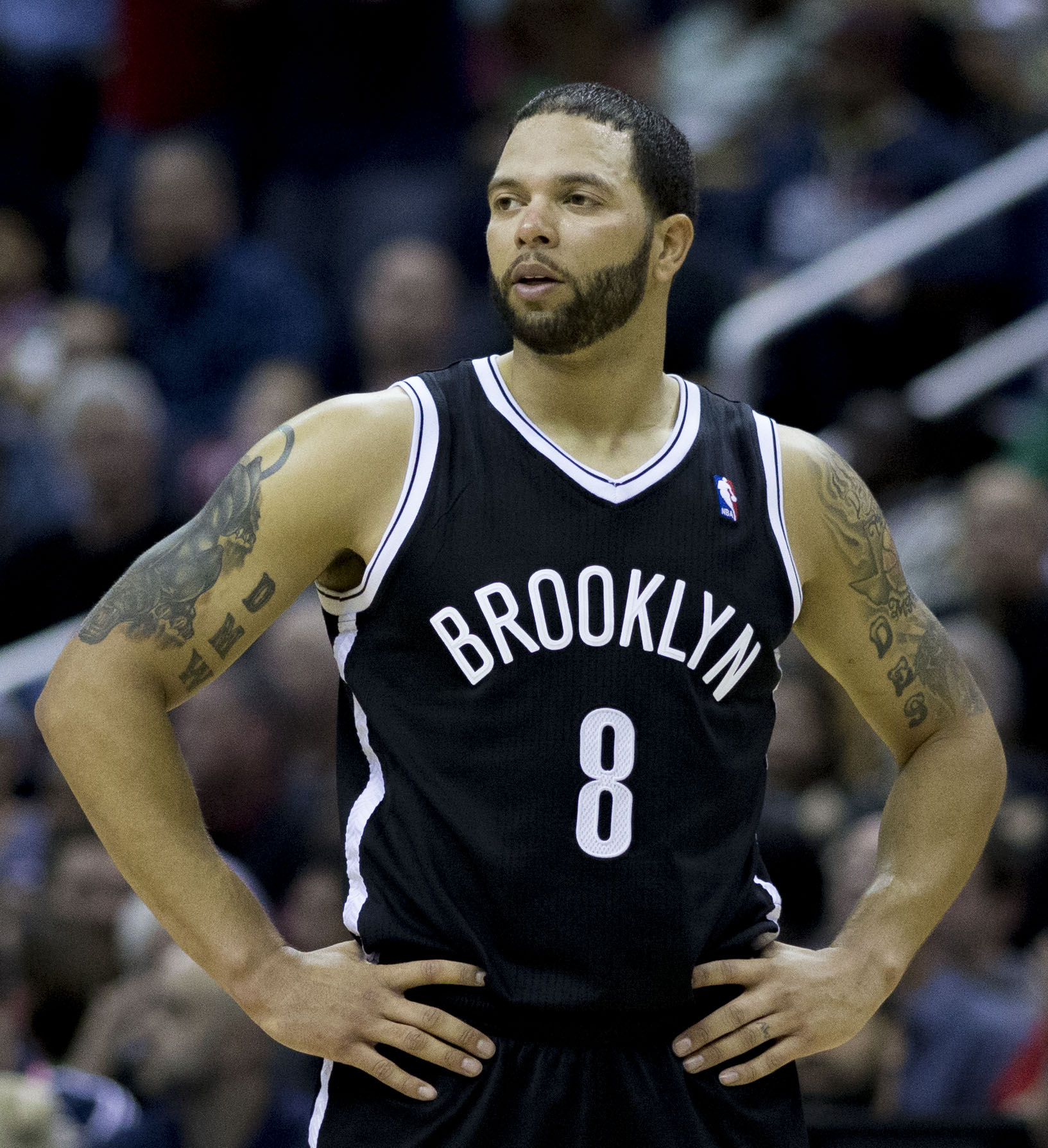
Williams con i Brooklyn Nets nel 2014

Una curiosa statistica è che detiene il season high in NBA per punti (57) e assist (20 al pari con Rajon Rondo). Venne inoltre convocato (tra le riserve) per l'All-Star Game 2012 tenutosi ad Orlando dimostrandosi ancora una volta uno dei playmaker più forti della Lega e confermandosi come uno dei giocatori più completi. Il suo career high in NBA, nonché record per la franchigia in NBA dei Nets, era di 57 punti (16/29 dal campo, 4/11 da tre, 21/21 dalla lunetta)  fatto registrare il 5 marzo 2012, durante la partita in cui ha trascinato alla vittoria i suoi Brooklyn Nets contro i Charlotte Bobcats aggiungendo anche 7 assist e 6 rimbalzi; il record è durato dieci anni fino al 15 marzo 2022 quando Kyrie Irving ha messo a segno 60 punti contro gli Orlando Magic.
Durante l'estate 2012 esce dal proprio contratto con i Nets, per sondare il mercato dei free agents. Viene conteso dagli stessi Nets e dai Dallas Mavericks ma decide di firmare un quinquennale con la franchigia di Brooklyn complice l'acquisto della guardia All Star Joe Johnson e della riconferma di Gerald Wallace e Brook Lopez e un contratto più corposo.
Il 3 novembre 2012, nella prima gara al Barclays Center, a causa dello spostamento della franchigia a Brooklyn, mette a segno 19 punti e 9 assist contro i Toronto Raptors. Inoltre è il primo giocatore in assoluto a segnare al Barclays Center. Riesce insieme ai compagni di squadra a portare i Nets ai play-off con la 4 piazza della Eastern Conference, alle spalle degli Indiana Pacers, New York Knicks e i Miami Heat. Al primo turno Brooklyn incontra i Chicago Bulls di Nate Robinson, Joakim Noah e Marco Belinelli; la serie, molto combattuta, viene alla fine vinta dai Bulls in 7 gare.

#### Dallas Mavericks (2015-2017)
Il 14 luglio 2015 si accorda con i Nets per una buonuscita di 27,5 milioni di dollari a fronte dei 43 garantiti dal contratto quinquennale firmato nel 2012 e diventò così free agent. Pochi giorni dopo firmò un biennale da 10 milioni con i Dallas Mavericks. Tuttavia il 23 Febbraio 2017 venne svincolato via buyout dai Mavericks.

#### Cleveland Cavaliers (2017)
Il 25 febbraio 2017 firmò con i Cleveland Cavaliers, tornando dopo anni a fare la riserva in carriera in quanto la franchigia dell'Ohio era alla ricerca di un playmaker che potesse sostituire Kyrie Irving.

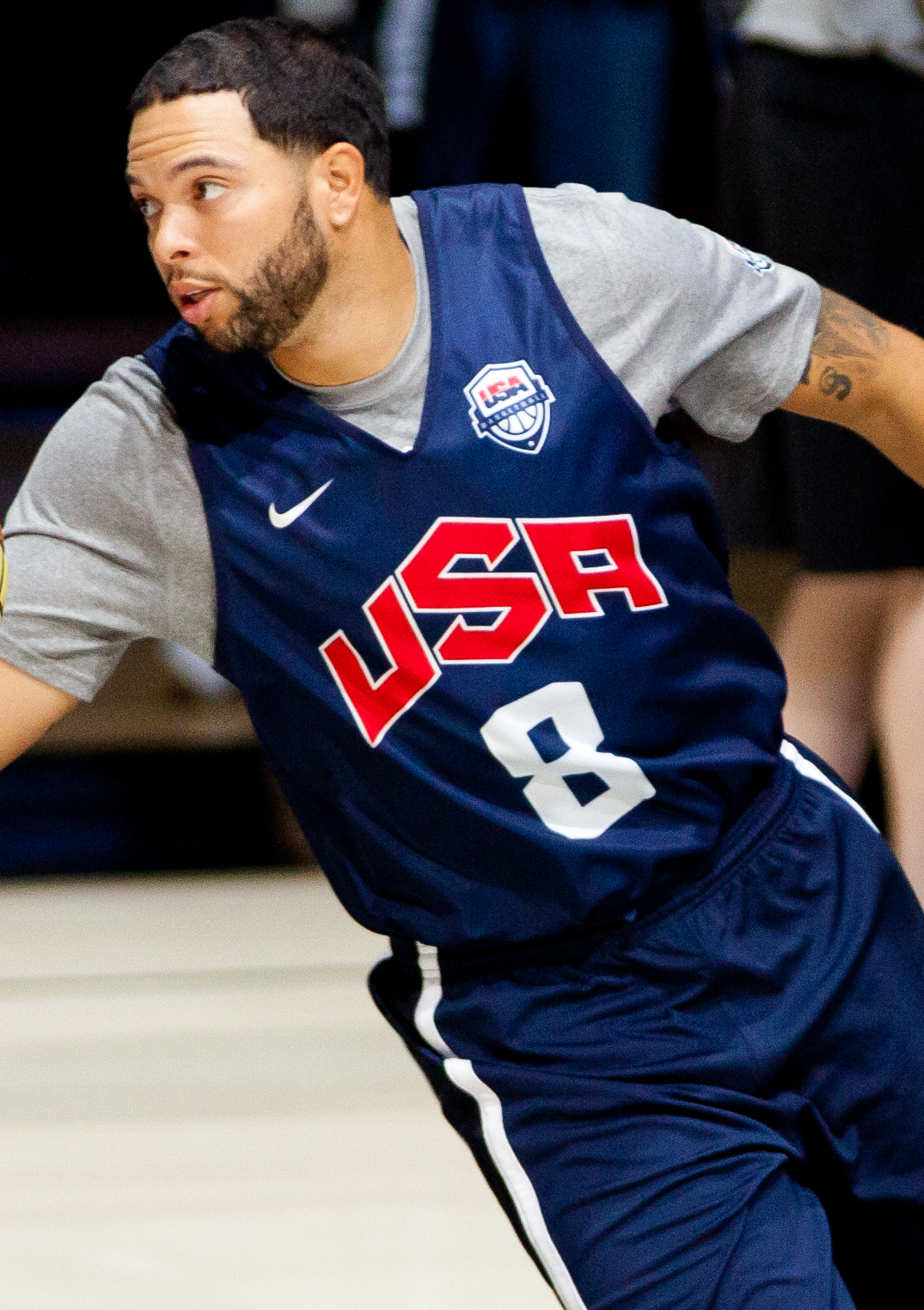
Deron Williams con il Team USA

### Nazionale
Ha fatto parte del Team USA vincitore dei Giochi olimpici di Pechino del 2008. Nei Giochi della XXX Olimpiade partecipa ancora con gli Stati Uniti d'America e vince per la seconda volta la medaglia d'oro. Entra nella storia delle Olimpiadi mettendo a referto una doppia doppia da 13 punti e 11 assist nella vittoria contro la Nigeria. Fu il primo Net nella storia a vincere una medaglia d'oro, e l'ottavo giocatore statunitense in assoluto a vincerne due consecutivamente.

## Statistiche

### College
| Anno      | Squadra                  | PG  | PT | MP   | TC%  | 3P%  | TL%  | RP  | AP  | PRP | SP  | PP   |
| --------- | ------------------------ | --- | -- | ---- | ---- | ---- | ---- | --- | --- | --- | --- | ---- |
| 2002-2003 | Illinois Fighting Illini | 32  | 30 | 27,1 | 42,6 | 35,4 | 53,3 | 3,0 | 4,5 | 1,4 | 0,2 | 6,3  |
| 2003-2004 | Illinois Fighting Illini | 30  | 29 | 33,9 | 40,8 | 39,4 | 78,7 | 3,2 | 6,2 | 1,0 | 0,3 | 14,0 |
| 2004-2005 | Illinois Fighting Illini | 39  | 39 | 33,7 | 43,3 | 36,4 | 67,7 | 3,6 | 6,8 | 1,0 | 0,2 | 12,5 |
| Carriera  | Carriera                 | 101 | 98 | 31,7 | 42,2 | 37,4 | 68,5 | 3,3 | 5,9 | 1,1 | 0,2 | 11,0 |

### NBA

#### Regular Season
| Anno      | Squadra             | PG  | PT  | MP   | TC%  | 3P%  | TL%  | RP  | AP   | PRP | SP  | PP   |
| --------- | ------------------- | --- | --- | ---- | ---- | ---- | ---- | --- | ---- | --- | --- | ---- |
| 2005-2006 | Utah Jazz           | 80  | 47  | 28,8 | 42,1 | 41,6 | 70,4 | 2,4 | 4,5  | 0,8 | 0,2 | 10,8 |
| 2006-2007 | Utah Jazz           | 80  | 80  | 36,9 | 45,6 | 32,2 | 76,7 | 3,3 | 9,3  | 1,0 | 0,2 | 16,2 |
| 2007-2008 | Utah Jazz           | 82  | 82  | 37,3 | 50,7 | 39,5 | 80,3 | 3,0 | 10,5 | 1,1 | 0,3 | 18,8 |
| 2008-2009 | Utah Jazz           | 68  | 68  | 36,8 | 47,1 | 31,0 | 84,9 | 2,9 | 10,7 | 1,1 | 0,3 | 19,4 |
| 2009-2010 | Utah Jazz           | 76  | 76  | 36,9 | 46,9 | 37,1 | 80,1 | 4,0 | 10,5 | 1,3 | 0,2 | 18,7 |
| 2010-2011 | Utah Jazz           | 53  | 53  | 37,9 | 45,8 | 34,5 | 85,3 | 3,9 | 9,0  | 1,2 | 0,2 | 21,3 |
| 2010-2011 | N.J. Nets           | 12  | 12  | 38,0 | 34,9 | 27,1 | 79,3 | 4,6 | 12,8 | 1,2 | 0,2 | 15,0 |
| 2011-2012 | N.J. Nets           | 55  | 55  | 36,3 | 40,7 | 33,6 | 84,3 | 3,3 | 8,7  | 1,2 | 0,4 | 21,0 |
| 2012-2013 | Brooklyn Nets       | 78  | 78  | 36,4 | 44,0 | 37,8 | 85,9 | 3,0 | 7,7  | 1,0 | 0,4 | 18,9 |
| 2013-2014 | Brooklyn Nets       | 64  | 58  | 32,2 | 45,0 | 36,6 | 80,1 | 2,6 | 6,1  | 1,5 | 0,2 | 14,3 |
| 2014-2015 | Brooklyn Nets       | 68  | 55  | 31,1 | 38,7 | 38,6 | 83,4 | 3,5 | 6,6  | 0,9 | 0,3 | 13,0 |
| 2015-2016 | Dallas Mavericks    | 65  | 63  | 32,4 | 41,4 | 34,4 | 86,9 | 2,9 | 5,8  | 0,9 | 0,2 | 14,1 |
| 2016-2017 | Dallas Mavericks    | 40  | 40  | 29,3 | 43,0 | 34,8 | 82,1 | 2,6 | 6,9  | 0,6 | 0,1 | 13,1 |
| 2016-2017 | Cleveland Cavaliers | 24  | 4   | 20,3 | 46,3 | 41,5 | 84,0 | 1,9 | 3,6  | 0,3 | 0,3 | 7,5  |
| Carriera  | Carriera            | 845 | 771 | 34,2 | 44,5 | 35,7 | 82,2 | 3,1 | 8,1  | 1,0 | 0,2 | 16,5 |

### Play-off
| Anno     | Squadra             | PG | PT | MP   | TC%  | 3P%  | TL%  | RP  | AP   | PRP | SP  | PP   |
| -------- | ------------------- | -- | -- | ---- | ---- | ---- | ---- | --- | ---- | --- | --- | ---- |
| 2007     | Utah Jazz           | 17 | 17 | 38,6 | 45,2 | 33,3 | 79,0 | 4,3 | 8,6  | 1,5 | 0,2 | 19,2 |
| 2008     | Utah Jazz           | 12 | 12 | 42,8 | 49,2 | 50,0 | 77,3 | 3,6 | 10,0 | 0,6 | 0,3 | 21,6 |
| 2009     | Utah Jazz           | 5  | 5  | 42,2 | 41,4 | 36,0 | 82,9 | 3,8 | 10,8 | 1,8 | 0,4 | 20,2 |
| 2010     | Utah Jazz           | 10 | 10 | 39,8 | 45,0 | 39,2 | 80,2 | 2,7 | 10,2 | 1,0 | 0,4 | 24,3 |
| 2013     | Brooklyn Nets       | 7  | 7  | 41,7 | 42,5 | 39,5 | 82,2 | 3,1 | 8,4  | 1,0 | 0,6 | 20,6 |
| 2014     | Brooklyn Nets       | 12 | 12 | 35,7 | 39,5 | 34,0 | 80,0 | 3,2 | 5,8  | 1,1 | 0,2 | 14,5 |
| 2015     | Brooklyn Nets       | 6  | 6  | 32,0 | 39,1 | 42,3 | 85,7 | 6,2 | 5,5  | 1,3 | 0,0 | 11,8 |
| 2016     | Dallas Mavericks    | 3  | 3  | 16,3 | 33,3 | 42,9 | 0,0  | 0,7 | 2,7  | 0,3 | 0,0 | 5,0  |
| 2017     | Cleveland Cavaliers | 18 | 0  | 14,6 | 43,8 | 38,7 | 90,9 | 1,3 | 2,1  | 0,6 | 0,1 | 4,3  |
| Carriera | Carriera            | 90 | 72 | 33,4 | 43,8 | 39,3 | 80,3 | 3,2 | 7,0  | 1,0 | 0,2 | 15,7 |

## Record personali
- Punti:

1. EuroChallenge - 50 contro BG Göttingen, 22 novembre 2011
2. Regular season NBA - 57 contro Charlotte Bobcats, 5 marzo 2012
3. Playoffs NBA - 35 (due volte) contro Los Angeles Lakers, 21 aprile 2009; e contro Atlanta Hawks, 27 aprile 2015

- Assist - 21 (due volte) contro Memphis Grizzlies, 24 gennaio 2007; e contro Minnesota Timberwolves, 5 aprile 2011
- Rimbalzi - 9 contro Los Angeles Lakers, 10 febbraio 2010
- Palle rubate - 5, quattro volte (prima volta: contro Milwaukee Bucks, 11 novembre 2006)
- Stoppate - 3, tre volte (prima volta: contro Detroit Pistons, 25 novembre 2007)
- Minuti giocati in una partita - 54, contro Los Angeles Clippers, 6 novembre 2010

Il 5 marzo 2012 diventa il giocatore con più punti segnati in una singola partita nella storia dei New Jersey Nets: 57.

## Vita privata
È sposato con la sua fidanzata del liceo e ha 4 figli, due femmine e due maschi. Uno di questi, Deron Jr., è stato adottato da neonato dalla famiglia Williams e nell'estate 2011 gli fu diagnosticato l'autismo. Nonostante giochi da diversi anni a New York, la sua casa rimane sempre in Utah dove risiede la sua famiglia.

### La fondazione Point of Hope
Deron Williams è fondatore e promotore dal 2007 di una fondazione a scopo sociale e beneficenza senza scopo di lucro chiamata The Point of Hope ("Punto di Speranza").
La fondazione ha lo scopo di aiutare economicamente e psicologicamente malati di cancro ed in particolare giovani pazienti e bambini. Dal 2012 Williams ha iniziato una partnership anche con Autism Speaks, diventandone ambasciatore e ospitando diversi eventi per raccogliere fondi a beneficio di bambini e delle famiglie affette da autismo.
Molto impegnato nel sociale, è frequente donatore di fondi presso strutture per la cura dei malati, ed organizzatore di conferenze e convention per la sensibilizzazione sul problema del cancro.

## Palmarès
- NBA All-Rookie First Team: 2006
- All-NBA Team: 2

Second Team: 2008, 2010
- 3 volte NBA All-Star (2010, 2011, 2012)
- Ventiquattresimo per numero di assist di sempre NBA
- Quattordicesimo in media di assist per partita NBA (8,1)
- Campione NBA Skills Challenge: 2008
- Medaglia d'oro con il Team Usa, FIBA Americas Championship 2007
- : oro olimpico

Giochi della XXIX Olimpiade
Giochi della XXX Olimpiade